# 馮體乾 (萬曆進士)
馮體乾（？—？），號念純，直隸鎮江府金壇縣人，明朝政治人物。

## 生平
萬曆十年（1582年）壬午科應天鄉試舉人。萬曆二十年（1592年），登壬辰科第二甲第五名進士，户部觀政，六月授戶部主事，二十三年丁憂，卒。

## 家族
曾祖馮齊，指揮使；祖父馮光前，理問；父馮汝賢，生員。